# Verbandsgemeinde Bruchmühlbach-Miesau
Die Verbandsgemeinde Bruchmühlbach-Miesau ist eine Gebietskörperschaft im Landkreis Kaiserslautern in Rheinland-Pfalz. Der Verbandsgemeinde gehören fünf eigenständige Ortsgemeinden an, der Verwaltungssitz ist in der namensgebenden Gemeinde Bruchmühlbach-Miesau.

## Verbandsangehörige Gemeinden
| Ortsgemeinde                          | Fläche (km²) | Einwohner |
| ------------------------------------- | ------------ | --------- |
| Bruchmühlbach-Miesau                  | 26,86        | 8.222     |
| Gerhardsbrunn                         | 10,03        | 177       |
| Lambsborn                             | 4,73         | 714       |
| Langwieden                            | 7,03         | 279       |
| Martinshöhe                           | 10,93        | 1.419     |
| Verbandsgemeinde Bruchmühlbach-Miesau | 59,58        | 10.811    |

(Einwohner am 31. Dezember 2023)

## Geschichte
Die Verbandsgemeinde Bruchmühlbach-Miesau wurde im Rahmen der in den 1960er Jahren begonnenen rheinland-pfälzischen Funktional- und Gebietsreform auf der Grundlage des „Dreizehnten Landesgesetzes über die Verwaltungsvereinfachung im Lande Rheinland-Pfalz“ vom 1. März 1972, in Kraft getreten am 22. April 1972, neu gebildet. Zuvor galten im damaligen Regierungsbezirk Pfalz im Wesentlichen die aus der Pfalz (Bayern) (1816–1946) stammenden Verwaltungsstrukturen.
Im Zusammenhang mit der von der Landesregierung beabsichtigten Kommunalen Verwaltungsreform fand am 30. August 2015 Einwohnerbefragung und ein Bürgerentscheid statt.
Bei der Einwohnerbefragung waren die Wahlberechtigten in den verbandsangehörigen Gemeinden aufgerufen zu zwei Fragen abzustimmen:
- „Soll sich die Verbandsgemeinde Bruchmühlbach-Miesau im weiteren Verfahren zur Gebietsreform gegenüber Landtag und Landesregierung gegen die Eingliederung in die Verbandsgemeinde Ramstein-Miesenbach aussprechen?“ (Ergebnis 67,55 % Ja-Stimmen)[3]
- „Sofern Sie sich gegen die Eingliederung in die Verbandsgemeinde Ramstein-Miesenbach aussprechen, soll sich die Verbandsgemeinde Bruchmühlbach-Miesau im weiteren Verfahren zur Gebietsreform gegenüber Landtag und Landesregierung für die Erhaltung der Selbstständigkeit der Verbandsgemeinde Bruchmühlbach-Miesau aussprechen?“ (Ergebnis 96,78 % Ja-Stimmen; Wahlbeteiligung 37,5 %)

Beim Bürgerentscheid lautete die Frage:
- „Soll sich die Verbandsgemeinde Bruchmühlbach-Miesau im weiteren Verfahren zur Gebietsreform gegenüber Landtag und Landesregierung gegen die Fusion mit den Verbandsgemeinden Waldmohr und Schönenberg-Kübelberg aussprechen?“ (Ergebnis: 83,67 % Ja-Stimmen)[4]

## Bevölkerungsentwicklung
Die Entwicklung der Einwohnerzahl bezogen auf das Gebiet der heutigen Verbandsgemeinde Bruchmühlbach-Miesau; die Werte von 1871 bis 1987 beruhen auf Volkszählungen:
| Jahr | Einwohner |
| 1815 | 2.540     |
| 1835 | 3.878     |
| 1871 | 4.052     |
| 1905 | 4.683     |
| 1939 | 6.266     |
| 1950 | 7.154     |

| Jahr | Einwohner |
| 1961 | 9.162     |
| 1970 | 9.449     |
| 1987 | 9.620     |
| 1997 | 11.194    |
| 2005 | 10.659    |
| 2023 | 10.811    |

## Politik

### Verbandsgemeinderat
Der Verbandsgemeinderat Bruchmühlbach-Miesau besteht aus 28 ehrenamtlichen Ratsmitgliedern, die bei der Kommunalwahl am 9. Juni 2024 in einer personalisierten Verhältniswahl gewählt wurden, und dem hauptamtlichen Bürgermeister als Vorsitzendem.
Die Sitzverteilung im Verbandsgemeinderat:
| Wahl | SPD | CDU | FDP | WGH | Gesamt   |
| ---- | --- | --- | --- | --- | -------- |
| 2024 | 12  | 9   | 1   | 6   | 28 Sitze |
| 2019 | 13  | 11  | –   | 4   | 28 Sitze |
| 2014 | 18  | 10  | –   | –   | 28 Sitze |
| 2009 | 17  | 11  | –   | –   | 28 Sitze |
| 2004 | 15  | 13  | –   | –   | 28 Sitze |

- WGH = Wählergruppe Heintz

### Bürgermeister
| 1972–1982 | Peter Holz (SPD)       |
| 1982–1989 | Horst Sülzle (SPD)     |
| 1990–2016 | Werner Holz (SPD)      |
| 2016–2023 | Erik Emich (CDU)       |
| ab 2024   | Christian Hirsch (SPD) |

Bei der Direktwahl am 21. Juni 2015 wurde Erik Emich mit einem Stimmenanteil von 67,1 % für acht Jahre gewählt und trat sein Amt im Januar 2016 an. Bei der Direktwahl am 18. Juni 2023 setzte sich Christian Hirsch (SPD) mit einem Stimmenanteil von 54,74 % gegen Marcus Sauter (CDU) und Amtsinhaber Erik Emich durch, der aus versorgungsrechtlichen Gründen als unabhängiger Kandidat kandidierte. Hirsch trat das Amt im Januar 2024 an.

### Wappen
Die Blasonierung des Wappens lautet: „In von Schwarz und Gold bzw. Rot und Silber achtfach geteiltem Schildbord, auf silbernem Dreiberg, darin fünf schwarze Bollen 2:1:2, durch einen silbernen Faden von Schwarz und Rot gespalten, rechts ein rotbewehrter und -bezungter goldener Löwe, links ein blaubwehrter und -bezungter silberner Löwe, einander zugekehrt.“
Wappenbegründung
Die Orte der Verbandsgemeinde standen in der Vergangenheit unter unterschiedlicher Herrschaft. Die Orte Langwieden, Martinshöhe und Gerhardsbrunn gehörten seit dem 16. Jahrhundert zur Herrschaft der Herren von Sickingen, deren Wappen in umgekehrten Farben im unteren Dreiberg auftauchen. Die Orte Miesau und Elschbach waren kurpfälzisch und kamen durch den Kübelberger Austausch im Jahre 1779 an Pfalz-Zweibrücken, wofür der goldene Löwe im schwarzen Feld steht. Der gegenüberstehende silberne Löwe im roten Feld gehörte zu den Grafen von Homburg, welche seit dem 12./13. Jahrhundert die Herrschaft an den anderen Verbandsgemeindeorten ausübten.
Das Wappen wurde 1979 von der Bezirksregierung Neustadt genehmigt.